# Edwige Fenech
Edwige Fenech (Bona, Algèria francesa, 24 de desembre de 1948) és una actriu i productora italiana de pare maltès i mare siciliana. És coneguda sobretot per haver interpretat durant la dècada de 1970 nombroses pel·lícules pertanyents al gènere de la comèdia eròtica italiana.

## Biografia
Va néixer a Annaba, aleshores anomenada Bône, a l'Algèria francesa, el 24 de desembre de 1948, filla de Felix, d'origen maltès, i Yvonne, siciliana originària d'Acate, a la província de Ragusa, de la qual més tard va esdevenir ciutadana honorària. Després del divorci dels seus pares, es va traslladar amb la seva mare a Niça, a França, on va estudiar batxillerat i va estudiar dansa i medicina. Allà la van observar mentre caminava pel carrer i la van contractar per a un petit paper a la pel·lícula Toutes folles de lui de Norbert Carbonnaux.
Des de molt jove va començar a participar en concursos de bellesa i als 16 anys va guanyar “Miss Mannequin de la Côte d'Azur”. Posteriorment, el 1967, es va tornar a proclamar vencedora en "Lady França". obtenint així el dret a participar en Lady Europa com a representant del seu país; l'esdeveniment es va produir a l'agost i Fenech va acabar en tercer lloc, darrere de la guanyadora Dolores Agusta i l'espanyola Rocío Jurado.
Després d'aquests primers passos, i gràcies a la seua sensual i exuberant bellesa llatina, va començar a treballar com a model. Havia iniciat estudis de medicina, que va abandonar.
En el personal, va tenir un fill del director i productor Luciano Martino (1941). Més tard va estar unida sentimentalment a l'empresari Lucca Cordero di Montezemolo, president de Ferrari i FIAT i un dels organitzadors de la Copa Mundial de Futbol de 1990 a Itàlia. Actualment és la companya sentimental del galerista Angelo Bucarelli.

### Cinema
Tot i que no va guanyar el concurs de Lady Europa, va ser observada per un cercador de talents que li va proposar rodar a Itàlia, com a protagonista, la pel·lícula Samoa, regina della giungla, dirigida per Guido Malatesta; després es va traslladar a Itàlia amb la seva mare. Va treballar en produccions eròtiques de baix pressupost, però posteriorment va aconseguir fer pel·lícules considerades més dignes. A Itàlia, després del final dels anys 1960 i l'inici dels anys 1970, va actuar en pel·lícules del gènere giallo (thriller), molt en voga en aquells anys.
La seva consagració va arribar el 1972, quan va representar a la protagonista de la decameronesca Quel gran pezzo dell'Ubalda tutta nuda e tutta calda, de Mariano Laurenti, convertida en pel·lícula de culte, com la successiva Giovannona Coscialunga disonorata con onore. Des d'aquest moment i durant tota una dècada va ser la reina de la comèdia eròtica italiana, en totes les seves modalitats (escolàstica, militar, hospitalària i policíaca). La primera pel·lícula d'aquest últim gènere interpretada per ella és La poliziotta fa carriera (1976, en la qual òbviament interpreta a una provocativa policia), fins a l'última pel·lícula de la sèrie en 1981. El seu primer nu integral en la pantalla gran es remunta a la pel·lícula La pretora (1976), dirigida per Lucio Fulci.
El seu gran èxit entre el públic masculí, que la considera una veritable sex symbol, es deu a un cos ple de corbes i a una forta càrrega seductora i provocativa, que els directors no van dubtar a mostrar en cada pel·lícula. Després de passar gairebé trenta anys des de la seva última comèdia eròtica, Edwige és considerada una icona del gènere, que a Espanya es va conèixer gràcies a les retransmissions de la cadena Tele5 durant els anys 1990. En 2007 va fer un cameo en Hostel 2, gràcies a Quentin Tarantino, el seu incondicional fan.

### Televisió
Passada la seva època cinematogràfica, en els anys 1980 va començar a fer-se un buit en la graella televisiva italiana amb multitud de programes als canals Itàlia 1 i Canale 5. La seva fama va anar augmentant i la seva consagració va arribar amb el programa Domenica In (Domingo A), del període 1989-1990, en el qual es revelà com una presentadora simpàtica i refinada. Poc després, el 1991, va presentar al Festival de San Remo.
A mitjans de la dècada de 1990, va crear una productora per finançar diverses minisèries i telefilms italians, mentre que en dates més recents també ha produït pel·lícules prestigioses com Fernando i Carolina (1999) de Lina Wertmüller o la recent versió del mercader de Venècia (2004), dirigida per Michael Radford i protagonitzada per Al Pacino, Jeremy Irons i Joseph Fiennes. El seu últim film com a actriu havia estat Il fratello minori (2000), fins que en 2007 va tornar a la interpretació realitzant una participació especial en la pel·lícula de terror nord-americà Hostel 2.

### La producció cinematogràfica
En els últims anys s'ha ocupat a temps complet de produccions televisives i cinematogràfiques a través de la seva societat Immagine i Cinema S.r.l.. Entre les pel·lícules produïdes per ella destaca la ja citada El mercader de Venècia (2004).

## Filmografia

Rosalba Neri, Eva Thulin i Edwige Fenech a un Fotograma Top Sensation (1969).

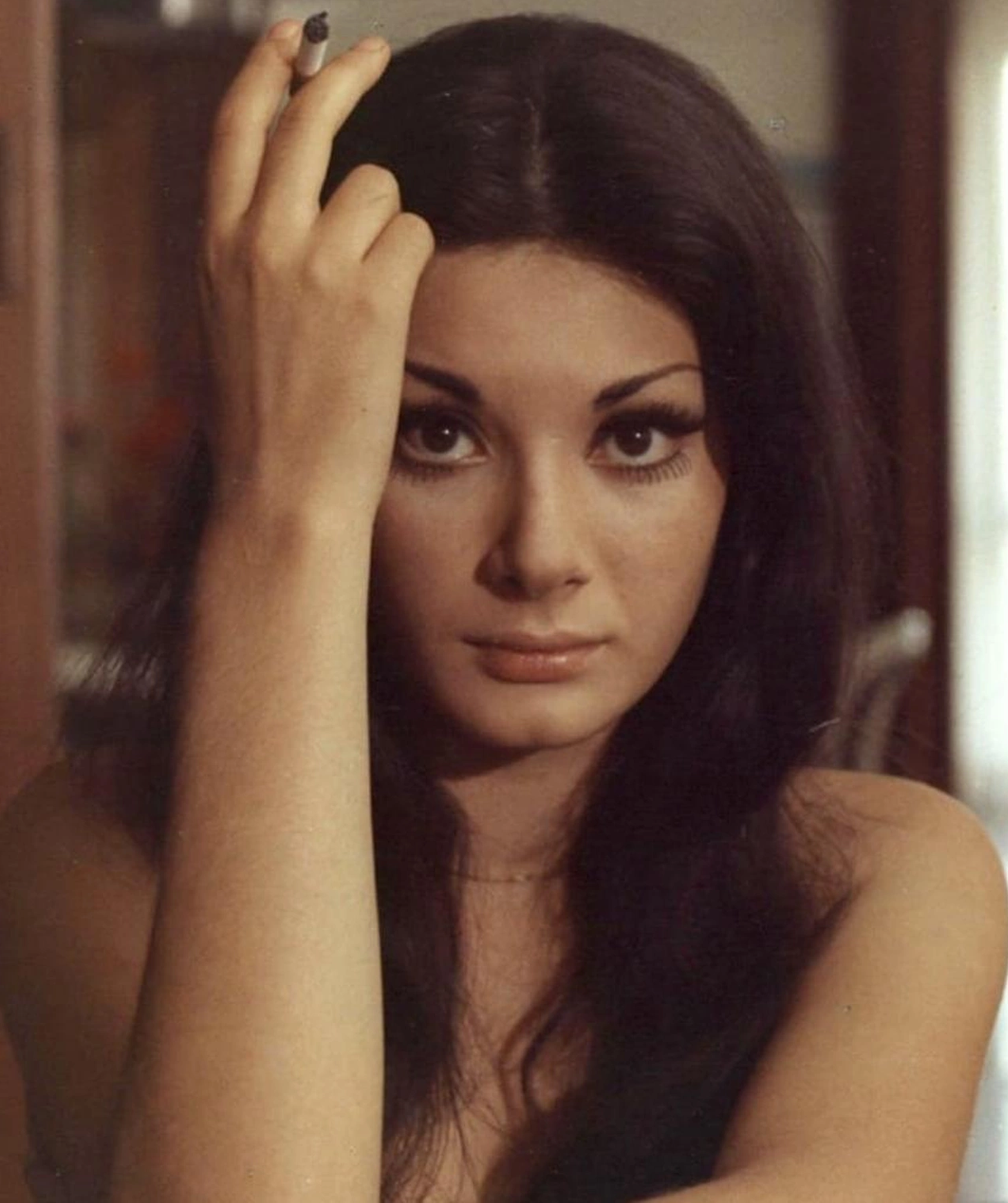
Fotograma de Lo strano vizio della signora Wardh (1971).

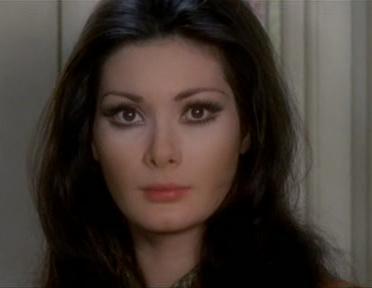
Fotograma de Tutti i colori del buio (1972), de Sergio Martino.

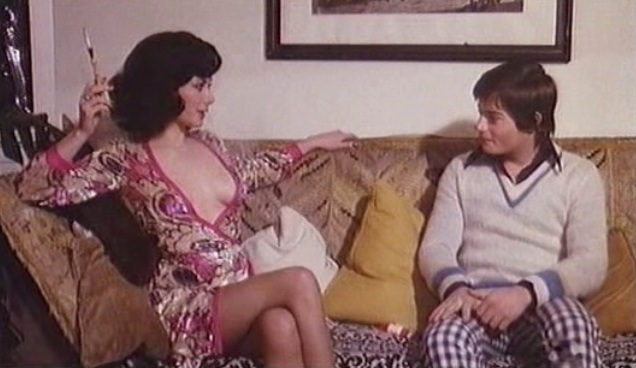
Fotograma de Grazie... nonna (1975).

### Actriu

#### Cinema
- Toutes folles de lui, dirigida per Norbert Carbonnaux (1967)
- Samoa, regina della giungla, dirigida per Guido Malatesta (1968)
- Il figlio di Aquila Nera, dirigida per Guido Malatesta (1968)
- Susanna... ed i suoi dolci vizi alla corte del re (Frau Wirtin hat auch einen Grafen), coproducció austroitaliana dirigida per Franz Antel (1968)
- 5 bambole per la luna d'agosto, dirigida per Mario Bava (1969)
- Top Sensation, dirigida per Ottavio Alessi (1969)
- Testa o croce, dirigida per Piero Pierotti (1969)
- Alle dame del castello piace molto fare quello (Komm, liebe Maid und mache), dirigida per Joseph Zachar (1969)
- Mia nipote... la vergine (Madame und ihre Nichte), dirigida per Eberhard Schroeder (1969)
- Il trionfo della casta Susanna (Frau Wirtin hat auch eine Nichte), dirigida per Franz Antel (1969)
- Desideri, voglie pazze di tre insaziabili ragazze (Alle Kätzchen naschen gern), dirigida per Joseph Zachar (1969)
- I peccati di Madame Bovary (Die nackte Bovary), dirigida per Hans Schott-Schöbinger (1969)
- Satiricosissimo, dirigida per Mariano Laurenti (1970)
- Don Franco e don Ciccio nell'anno della contestazione, dirigida per Marino Girolami (1970)
- Le Mans - Scorciatoia per l'inferno, dirigida per Osvaldo Civirani (1970)
- Deserto di fuoco, dirigida per Renzo Merusi (1970)
- Lo strano vizio della signora Wardh, dirigida per Sergio Martino (1971)
- Le calde notti di Don Giovanni, dirigida per Alfonso Brescia (1971)
- L'uomo dal pennello d'oro (Der Mann mit dem goldenen Pinsel), dirigida per Franz Marischka (1971)
- Tutti i colori del buio, dirigida per Sergio Martino (1972)
- Perché quelle strane gocce di sangue sul corpo di Jennifer?, dirigida per Giuliano Carnimeo (1972)
- Il tuo vizio è una stanza chiusa e solo io ne ho la chiave, dirigida per Sergio Martino (1972)
- La bella Antonia, prima monica e poi dimonia, dirigida per Mariano Laurenti (1972)
- Quando le donne si chiamavano madonne, dirigida per Aldo Grimaldi (1972)
- Quel gran pezzo dell'Ubalda tutta nuda e tutta calda, dirigida per Mariano Laurenti (1972)
- Fuori uno... sotto un altro, arriva il Passatore, dirigida per Giuliano Carnimeo (1973)
- Giovannona Coscialunga disonorata con onore, dirigida per Sergio Martino (1973)
- La vedova inconsolabile ringrazia quanti la consolarono, dirigida per Mariano Laurenti (1973)
- Dio, sei proprio un padreterno!, dirigida per Michele Lupo (1973)
- Anna, quel particolare piacere, dirigida per Giuliano Carnimeo (1973)
- Innocenza e turbamento, dirigida per Massimo Dallamano (1974)
- La signora gioca bene a scopa?, dirigida per Giuliano Carnimeo (1974)
- Grazie... nonna, dirigida per Marino Girolami (1975)
- L'insegnante, dirigida per Nando Cicero (1975)
- Nude per l'assassino, dirigida per Andrea Bianchi (1975)
- Il vizio di famiglia, dirigida per Mariano Laurenti (1975)
- La moglie vergine, dirigida per Marino Girolami (1975)
- 40 gradi all'ombra del lenzuolo, dirigida per Sergio Martino (1976)
- La poliziotta fa carriera, dirigida per Michele Massimo Tarantini (1976)
- La dottoressa del distretto militare, dirigida per Nando Cicero (1976)
- Cattivi pensieri, dirigida per Ugo Tognazzi (1976)
- La pretora, dirigida per Lucio Fulci (1976)
- La vergine, il toro e il capricorno, dirigida per Luciano Martino (1977)
- Taxi Girl, dirigida per Michele Massimo Tarantini (1977)
- La soldatessa alla visita militare, dirigida per Nando Cicero (1977)
- Il grande attacco, dirigida per Umberto Lenzi (1978)
- L'insegnante va in collegio, dirigida per Mariano Laurenti (1978)
- La soldatessa alle grandi manovre, dirigida per Nando Cicero (1978)
- L'insegnante viene a casa, dirigida per Michele Massimo Tarantini (1978)
- Amori miei, dirigida per Steno (1978)
- La poliziotta della squadra del buon costume, dirigida per Michele Massimo Tarantini (1979)
- Dottor Jekyll e gentile signora, dirigida per Steno (1979)
- La patata bollente, dirigida per Steno (1979)
- Sabato, episodi de Sabato, domenica e venerdì, dirigida per Sergio Martino (1979)
- Il ladrone, dirigida per Pasquale Festa Campanile (1980)
- Sono fotogenico, dirigida per Dino Risi (1980)
- La moglie in vacanza... l'amante in città, dirigida per Sergio Martino (1980)
- Zucchero, miele e peperoncino, dirigida per Sergio Martino (1980)
- Io e Caterina, dirigida per Alberto Sordi (1980)
- Il ficcanaso, dirigida per Bruno Corbucci (1980)
- Asso, dirigida per Castellano e Pipolo (1981)
- Cornetti alla crema, dirigida per Sergio Martino (1981)
- La poliziotta a New York, dirigida per Michele Massimo Tarantini (1981)
- Ricchi, ricchissimi... praticamente in mutande, dirigida per Sergio Martino (1982)
- Il paramedico, dirigida per Sergio Nasca (1982)
- Tais-toi quand tu parles!, dirigida per Philippe Clair (1982)
- Sballato, gasato, completamente fuso, dirigida per Steno (1982)
- Vacanze in America, dirigida per Carlo Vanzina (1984)
- Un delitto poco comune, dirigida per Ruggero Deodato (1988)
- Il fratello minore, dirigida per Stefano Gigli (2000)
- Hostel: Part II, dirigida per Eli Roth (2007)
- La quattordicesima domenica del tempo ordinario, dirigida per Pupi Avati (2023)

#### Televisió
- Settimo anno, dirigida per Eros Macchi – minisèrie TV (1978)
- Nel gorgo del peccato, dirigida per Andrea Frazzi i Antonio Frazzi – minisèrie TV (1987)
- Il coraggio di Anna, dirigida per Giorgio Capitani – minisèrie TV (1992)
- Delitti privati, dirigida per Sergio Martino – minisèrie TV (1993)
- Donna, dirigida per Gianfranco Giagni – minisèrie TV (1996)
- Le ragioni del cuore, dirigida per Luca Manfredi, Anna Di Francisca, Alberto Simone – minisèrie TV (2002)
- La figlia del capitano, dirigida per Giacomo Campiotti – minisèrie TV (2012)
- È arrivata la felicità – sèrie TV, 18 episodis (2015-2018)

### Productora

#### Cinema
- Ferdinando e Carolina, dirigida per Lina Wertmüller (1999)
- Il fratello minore, dirigida per Stefano Gigli (2000)
- El mercader de Venècia (The Merchant of Venice), dirigida per Michael Radford (2004)
- Fràgils (Frágiles), dirigida per Jaume Balagueró (2005)
- Gorbaciof, dirigida per Stefano Incerti (2010)

#### Televisió
- Il coraggio di Anna – minisèrie TV (1992)
- Delitti privati, dirigida per Sergio Martino – minisèrie TV (1993)
- Il segno della scimmia, dirigida per Faliero Rosati – telefilm (1997)
- Le madri (1999)
- Commesse – sèrie TV (1999)
- Aleph – telefilm (2000)
- L'attentatuni - Il grande attentato, dirigida per Claudio Bonivento – minisèrie TV (2001)
- Le ragioni del cuore, dirigida per Luca Manfredi, Anna Di Francisca, Alberto Simone – minisèrie TV (2002)
- Commesse 2 – sèrie TV (2002)
- La notte di Pasquino, dirigida per Luigi Magni – telefilm (2003)
- Part Time (2004)
- Vite a perdere, dirigida per Paolo Bianchini (2004)
- La omicidi, dirigida per Riccardo Milani – miniserie TV (2004)
- Angela - telefilm (2005)
- Matilde - telefilm (2005)
- Lucia - telefilm (2005)
- La stella dei re, dirigida per Fabio Jephcott – telefilm (2007)
- Per una notte d'amore, dirigida per Vittorio Sindoni – minisèrie TV (2008)
- Un amore di strega, dirigida per Angelo Longoni – telefilm (2009)
- Le segretarie del sesto, dirigida per Angelo Longoni – minisèrie TV (2009)
- Una sera d'ottobre, dirigida per Vittorio Sindoni – minisèrie TV (2009)
- La figlia del capitano, dirigida per Giacomo Campiotti – minisèrie TV (2012)
- È arrivata la felicità – sèrie TV (2015-2018)

## Teatre
- D'amore si muore de Giuseppe Patroni Griffi, dirigida per Aldo Terlizzi (1985)